# Joseph Paul Amoah
Joseph Paul Amoah (Accra, 12 januari 1997) is een Ghanees sprinter, die gespecialiseerd is in de 200 m. Hij nam tweemaal deel aan de Olympische Spelen.

## Biografie
Amoah eindigde in 2019 4e in de finale van de 100 m op de Afrikaanse Spelen. Hij nam ook deel aan de WK van 2019 waar hij niet verder geraakte dan de reeksen van zowel de 100 m als de estafette van de 4 × 100 m.
In 2021 kon Amoah zich kwalificeren voor de Olympische Spelen van Tokio. Met een tijd van 20,35 s kon hij zich plaatsen voor de halve finale van de 200 m. In deze halve finale eindigde hij als vierde, niet voldoende om zich te plaatsen voor de finale. Samen met Sean Safo-Antwi, Benjamin Azamati-Kwaku en Emmanuel Yeboah kon Amoah zich plaatsen voor de finale van de 4 × 100 m. Het Ghanese viertal eindigde op de zevende plaats, maar werd nadien gediskwalificeerd als gevolg van een stokwissel buiten de zone tussen Yeboah en Amoah.

## Persoonlijke records
Outdoor
| Onderdeel | Prestatie | Datum         | Plaats    |
| --------- | --------- | ------------- | --------- |
| 100 m     | 9,94 s    | 23 april 2022 | Baltimore |
| 200 m     | 20,08 s   | 5 juni 2019   | Austin    |
| 400 m     | 47,64 s   | 3 april 2021  | Towson    |

Indoor
| Onderdeel | Prestatie    | Datum            | Plaats         |
| --------- | ------------ | ---------------- | -------------- |
| 60 m      | 6,61 s       | 12 februari 2021 | Virginia Beach |
| 200 m     | 20,57 s (NR) | 5 februari 2022  | Boston         |
| 400 m     | 47,99 s      | 12 januari 2018  | New York       |

## Palmares

### 100 m
- 2019: 4e Afrikaanse Spelen - 10,11 s
- 2019: 6e in series WK - 10,36 s
- 2022: 6e in series WK - 10,22 s

### 200 m
- 2018: 7e in ½ fin. Gemenebestspelen - 20,99 s
- 2019: 4e in series Afrikaanse Spelen - 21,20 s
- 2021: 4e in ½ fin. OS - 20,27 s
- 2022: 5e in series WK - 20,40 s
- 2022:  Gemenebestspelen - 20,49 s
- 2023: 5e in series WK - 20,56 s
- 2024:  Afrikaanse Spelen - 20,70 s

### 4 × 100 m
- 2019:  Afrikaanse Spelen - 38,30 s
- 2019: 6e in series WK - 38,24 s
- 2021: DSQ finale World Athletics Relays
- 2021: DSQ finale OS
- 2022: 5e WK - 38,07 s
- 2024:  Afrikaanse Spelen - 38,43 s
- 2024: DSQ reeksen OS